# Kraftwerk Taean
Das Kraftwerk Taean ist ein Kohlekraftwerk im Landkreis Taean, Provinz Chungcheongnam-do, Südkorea, das am Gelben Meer gelegen ist. Es ist im Besitz der Korea Electric Power Corporation (KEPCO), wird aber von der Tochtergesellschaft Korea Western Power Company (KOWEPO) betrieben.
Mit einer installierten Leistung von 6 (bzw. 6,1 oder 6,446) GW ist Taean derzeit das leistungsstärkste Kohlekraftwerk Südkoreas und eines der leistungsstärksten Kohlekraftwerke weltweit (Stand Oktober 2021). Es dient zur Abdeckung der Grundlast. Im Jahr 2003 erzeugte das Kraftwerk 23,372 Mrd. kWh.

## Kraftwerksblöcke
Das Kohlekraftwerk besteht gegenwärtig aus 10 Blöcken. Die folgende Tabelle gibt einen Überblick:
| Block | Max. Leistung (MW) | Betriebsbeginn | Turbine | Generator | Dampfkessel    |
| ----- | ------------------ | -------------- | ------- | --------- | -------------- |
| 1     | 500                | 28.06.1995     | Doosan  |           | Doosan         |
| 2     | 500                | 20.12.1995     | Doosan  |           | Doosan         |
| 3     | 500                | 31.03.1997     | Doosan  |           | Doosan         |
| 4     | 500                | 01.08.1997     | Doosan  |           | Doosan         |
| 5     | 500                | 16.10.2002     | Doosan  |           | Doosan         |
| 6     | 500                | 28.05.2002     | Doosan  |           | Doosan         |
| 7     | 500                | 08.2007        | Doosan  | Doosan    | Doosan         |
| 8     | 500                | 08.2007        | Doosan  | Doosan    | Doosan         |
| 9     | 1000 (bzw. 1050)   |                |         |           | Daelim/Hitachi |
| 10    | 1000 (bzw. 1050)   | 27.02.2017     |         |           | Daelim/Hitachi |

Die Blöcke 1 bis 8 gingen zwischen 1995 und 2007 ans Netz. Der Block 10 wurde am 27. Februar 2017 in Betrieb genommen. Die Blöcke 9 und 10 verwenden ultra-superkritische Technologie (Siehe Überkritisches Wasser). Die Dampftemperatur liegt bei 603 °C.

## Kohlevergasungsanlage
Auf dem Kraftwerksgelände wurde eine Kohlevergasungsanlage errichtet, die ein Gas-und-Dampf-Kombikraftwerk (GuD) mit einer Leistung von 300 (bzw. 380) MW versorgt. Mit den Bauarbeiten wurde im November 2011 begonnen; die Anlage ging am 16. August 2016 in Betrieb. Die Gesamtkosten für die Errichtung der Kohlevergasungsanlage und des angeschlossenen GuD-Kraftwerks werden mit 1,14 Mrd. USD angegeben.
| Block | Max. Leistung (MW) | Betriebsbeginn | Turbine | Generator | Dampfkessel |
| ----- | ------------------ | -------------- | ------- | --------- | ----------- |
| 11    | 300                | 16.08.2016     | GE      | GE        | GE          |

## Sonstiges
Die englische Zeitung The Telegraph führte Taean 2007 mit 26,4 Mio. t an Stelle 14 der 25 größten CO2-Emittenten weltweit. Mit einem CO2-Ausstoß von 31,4 Mio. t lag Taean im Jahr 2018 an Stelle 4 der Kraftwerke mit den größten CO2-Emissionen.